# Dhala
Dhala (Dali) és una ciutat del Iemen situada a uns 80 km al nord d'Aden, al peu del vessant sud-est del Djabal Djihaf, i a uns 15 km al sud de Qatabah i de l'antiga frontera entre el Iemen del Nord i el Iemen del Sud. És una ciutat petita de pocs milers d'habitants on resideix l'emir de la tribu amiri que habita la regió anomenada Shafil.

## Emirat de Dhala
El segle xviii el governador, un mameluc dels sultans zaidites del Iemen, es va independitzar, i va restablir l'orde a la comarca, sent reconegut com a cap pel xeic de la tribu dels amiris. Va agafar el títol d'emir i va fixar la seva residència a Dhala, que va donar nom a l'emirat. El 1904 va signar un tractat amb els britànics i va passar a formar part del Protectorat Occidental d'Aden. El 1944 l'emir Nasir va signar una convenció amb el govern britànic per la qual les autoritats de la colònia dirigirien la guàrdia tribal de l'emir i es construiria una pista d'aterratge militar permanent i una escola (que va tenir una mitjana de 50 alumnes). El 1961 l'emirat tenia uns 27000 habitants. Va formar part (1959) de la Federació d'Emirats Àrabs del Sud (de la que fou membre fundador) i després (1962) de la Federació d'Aràbia del Sud i el 1967 va caure en mans del govern marxista que havia proclamat la República Popular del Iemen del Sud. La introducció de l'escolarització i la sanitat van afluixar els llaços tribals; la zona va quedar dins la governació II (muhafazah II). El 1990 el Iemen del Nord i el Iemen del Sud es van unir i el seu territori va constituir el nucli de la governació de Dhala.

## Dinastia amiri de Dhala
- Shafawl al-Amiri
- Ahmad ben Shafawl al-Amiri
- Al-Hasan ben Ahmad al-Amiri
- Abd al-Hadi ibn al-Hasan al-`Amiri
- Musaid ben al-Hasan al-Amiri
- Shafawl ben Abd al-Hadi
- Ali ben Muqbil al-Amiri 1872-1873
- Muhammad ben Musaid al-Amiri 1873
- Ali ben Muqbil al-Amiri (segona vegada) 1873-1874
- Abd Allah ben Muhammad al-Amiri 1874-1878
- Alí ben Muqbil al-Amiri (segona vegada) 1878-1886
- Shaif ben Sayf al-Amiri 1886-1911
- Nasir ben Shaif al-Amiri 1911-1920
- Haydara ben Nasir al-Amiri 1920-1928
- Nasir ben Shaif al-Amiri (segona vegada) 1928-1947
- Ali ben Alí al-Amiri 1947-1954
- Shafawl ben Alí al-Amiri 1954-1967